# Reino de Benguela
O reino de Benguela foi uma nação africana, centrada na região da baía das Vacas, que teve como capital a localidade de Ombaca (actual Benguela).
O seu território compreendia boa parte da província do Benguela e o sul do Cuanza Sul, sendo uma das quatro grandes entidades nacionais dos ovimbundos.
Com um curta vida como reino livre e independente, após a vassalagem ao reino de Portugal, torna-se um importante elemento colonial fantoche para o centro e oeste de Angola. O nome "Benguela" deriva de Mbegela, governante daquele reino à altura da chegada portuguesa.

## Histórico
A formação do reino de Benguela deu-se com a mesma dinâmica dos demais reinos ovimbundos: frentes migratórias de povos caçadores nômades fundiram-se com populações semi-nômades que já habitavam no território (no caso, a baía das Vacas). No caso do reino de Benguela, os povos nômades estavam deslocando-se das terras sob influência do reino do Dongo em direção ao sul.
A formação política do reino deu-se no século XV, instalando capital na localidade de Ombaca (actual cidade de Benguela), porém ainda um entidade diminuta em tamanho e importância. Possivelmente o primeiro soba (rei) foi Mbegela, reinando entre 1580/1590 até 1620.

### Domínio português
Em fins do século XVI e início do século XVII, a costa do chamado reino de Benguela começava a ser cobiçada pelas potências coloniais. Assim, o rei Filipe I de Portugal deu ordem ao governador de Angola para que aí enviasse "uma pessoa de muita confiança e prática das cousas daquelas partes", com a finalidade de averiguar sobre as condições da costa, para ali fazerem escala as naus da Índia.
Em 1615 Portugal estabelece seus primeiros acordos comerciais com o reino de Benguela, tendo Filipe II constituído a capitania de Benguela como entidade portuguesa administrativa, militar e de negócios junto aos governantes tradicionais para aquela porção do litoral angolano. Segundo a Provisão Régia: "De meu poder real e absoluto, me praz e hei por bem, por esta presente provisão, a capitania, conquista e governo das províncias do dito Reino de Benguela (...) e por ela as erijo e ao dito reino em novo governo, para que de hoje em diante tenham separada a jurisdição e governador."  Assim, criava-se uma nova capitania tornando-a administradora dos negócios coloniais de Portugal diante do reino de Benguela.
Portugal inicialmente (1615) manteve-se longe do centro do reino de Benguela, fixando-se em Benguela-a-Velha (actual Porto Amboim) até que, em 1617, ocupa a capital nativa Ombaca, transformando-a na povoação de São Filipe de Benguela. Tal ato faz com que o reino de Benguela, ainda uma pequena entidade política ovimbunda com domínio sobre a região da baía das Vacas, torne-se vassalo de Portugal, anexando várias ombalas do litoral e interior próximo. A constituição desse reino expandido vinha como resposta ao contexto vigente e necessidade na época, então identificada pela coroa lusa, de fazer a ligação por terra entre a costa ocidental africana e Moçambique, visando a fortificação e consolidação do reino de Portugal. Mesmo com o reino de Benguela anexando várias ombalas, a organização política dos ovimbundos no litoral sempre foi mais fraca do que aquela observada no Planalto Central de Angola.
A configuração de São Filipe de Benguela, que transformou-se de uma ombala nativa para um entreposto colonial, ficou a cargo de Manuel Cerveira Pereira, que partiu de Luanda em 11 de abril de 1617, à frente de uma força de 130 homens e rumou para sul, ao longo da costa até à baía das Vacas, que alcançou em 17 de maio. Além das moradas portuguesas, Cerveira Pereira ergueu também o Forte de São Filipe de Benguela. Após tal empreitada, Cerveira Pereira foi nomeado como Governador, Conquistador e Povoador de Benguela, e simultaneamente Governador de Angola.
O primeiro ciclo económico da nova colónia foi a exploração das minas de cobre do Sumbe Ambela, a norte da foz do rio Cuvo (ou Queve), e a sul de Benguela-Velha, a primeira povoação portuguesa na região (fundada em 1587 e depois extinta), próximo da actual Porto Amboim.
Em 1779 a capitania foi substituída pelo distrito de Benguela como entidade administrativa. O reino subsistiu até o ano de 1869, quando foi finalmente extinto.

### Autonomia plena
Após seu período inicial de quase 40 anos de autonomia (que em seguida tornou-se vassalagem), em pelo menos dois outros períodos históricos curtos o reino de Benguela obteve autonomia total e ameaçou seriamente as autoridades portuguesas na cidade de Benguela; o reino de Benguela a atacou em 1718 e 1760.

## Panorama geral
O Reino de Benguela permaneceu como fantoche português por mais de 200 anos, entre 1617 a 1869, porém havendo certo grau de autonomia ao soba durante todo este período. Somente por curtos períodos de existência foi inteiramente autônomo. Sua economia baseava-se na produção agrícola e no comércio com os reinos ovimbundos do planalto.